# Nunki
Nunki (Sigma Sagittarii, σ Sgr) – druga co do jasności gwiazda w gwiazdozbiorze Strzelca. Odległa od Słońca o około 228 lat świetlnych.

## Nazwa
Tradycyjna nazwa gwiazdy, Nunki, wywodzi się z Babilonii i została odkryta na tablicy astronomicznej, „tablicy trzydziestu gwiazd”, odnalezionej przez archeologów. Międzynarodowa Unia Astronomiczna w 2016 r. formalnie zatwierdziła użycie nazwy Nunki dla określenia tej gwiazdy.

## Charakterystyka obserwacyjna
Jest to jasna gwiazda, jej obserwowana wielkość gwiazdowa to 2,05m, zaś absolutna wielkość gwiazdowa jest równa to −2,17m. Jest położona blisko ekliptyki, w związku z czym bywa zakrywana przez Księżyc i planety. 17 listopada 1981 roku z Polski było widoczne zakrycie Nunki przez Wenus.

## Charakterystyka fizyczna
Jest to błękitna gwiazda ciągu głównego, należy do typu widmowego B. Temperatura fotosfery tej gwiazdy to ok. 20 000 K. Masa Nunki jest około 7 razy większa od masy Słońca, jej promień jest około pięć razy większy niż promień Słońca. W zakresie widzialnym gwiazda ta jest 630 razy jaśniejsza niż Słońce, ale ze względu na wysoką temperaturę wypromieniowuje znaczną część energii w zakresie ultrafioletu – w pełnym zakresie widma jest 3300 razy jaśniejsza niż Słońce. Gwiazda obraca się wokół osi ponad 100 razy szybciej niż Słońce, prędkość obrotu na równiku przekracza 200 km/s. Gwiazdy tego typu żyją krótko, przy tak dużej masie etap syntezy wodoru w hel w jądrze może trwać do 50 milionów lat. Nunki zakończy życie jako biały karzeł o dużej masie.